# Rzędziwojowice (gromada)
Rzędziwojowice (od 31 XII 1959 Niemodlin) – dawna gromada, czyli najmniejsza jednostka podziału terytorialnego Polskiej Rzeczypospolitej Ludowej w latach 1954–1972.
Gromady, z gromadzkimi radami narodowymi (GRN) jako organami władzy najniższego stopnia na wsi, funkcjonowały od reformy reorganizującej administrację wiejską przeprowadzonej jesienią 1954 do momentu ich zniesienia z dniem 1 stycznia 1973, tym samym wypierając organizację gminną w latach 1954–1972.
Gromadę Rzędziwojowice z siedzibą GRN w Rzędziwojowicach utworzono – jako jedną z 8759 gromad na obszarze Polski – w powiecie niemodlińskim w woj. opolskim, na mocy uchwały nr VII/24/54 WRN w Opolu z dnia 4 października 1954. W skład jednostki weszły obszary dotychczasowych gromad Rzędziwojowice, Gościejowice i Szydłowiec Śląski ze zniesionej gminy Gracze oraz Michałówek ze zniesionej gminy Tułowice w tymże powiecie. Dla gromady ustalono 11 członków gromadzkiej rady narodowej.
31 grudnia 1959 do gromady Rzędziwojowice włączono wsie Grodziec i Sady ze zniesionej gromady Skarbiszowice w tymże powiecie, po czym gromadę Rzędziwojowicezniesiono przez przeniesienie siedziby GRN z Rzędziwojowic do Niemodlina i zmianę nazwy jednostki na gromada Niemodlin.